# Parapsammophila turanica
Parapsammophila turanica är en biart som beskrevs av F. Morawitz 1890. Parapsammophila turanica ingår i släktet Parapsammophila och familjen grävsteklar. Inga underarter finns listade i Catalogue of Life.